# Колесников, Александр Валерьевич
Алекса́ндр Вале́рьевич Коле́сников (род. 12 марта 1955, Ленинград) — российский кёрлингист и тренер по кёрлингу.

## Биография
Родился и живёт в Санкт-Петербурге.
Выпускник Национального государственного университета физической культуры, спорта и здоровья им. П. Ф. Лесгафта (1977).
Кандидат педагогических наук, доцент.
Мастер спорта России (кёрлинг).
Победитель и призёр чемпионатов России, Кубка России; выступал за команды «Годива», «Обуховец» и «СКА» (все — Санкт-Петербург). Участник чемпионатов Европы (1993, 1994, 1996), а также пяти чемпионатов мира среди ветеранов.
Как тренер подготовил победителей и призёров чемпионатов и первенств России, участников чемпионатов Европы.
Старший тренер мужской сборной команды России по кёрлингу (2002—2004).
Президент Федерации кёрлинга Санкт-Петербурга (до июля 2007 года). Вице-президент Федерации кёрлинга Санкт-Петербурга (с июля 2007 года).
Председатель Судейской коллегии Федерации кёрлинга России (по данным на октябрь 2020).

## Достижения
- Чемпионат России по кёрлингу среди мужчин: золото (1994, 1996, 1998), серебро (1993, 1999), бронза (1995, 1997, 2002).

## Команды
| Сезон   | Четвёртый            | Третий               | Второй            | Первый               | Зпасной              | Тренер            | Турниры             |
| ------- | -------------------- | -------------------- | ----------------- | -------------------- | -------------------- | ----------------- | ------------------- |
| 1992—93 | Александр Колесников | Пётр Кожин           | Евгений Гельбух   | Дмитрий Гусев        |                      |                   | ЧРМ 1993            |
| 1993—94 | Игорь Минин          | Юрий Шулико          | Денис Антоник     | Александр Колесников | Дмитрий Мельников    |                   | ЧЕ 1993 (16 место)  |
| 1993—94 | Александр Колесников | Олег Тулантьев       | Алексей Целоусов  | Виктор Воробьёв      |                      |                   | ЧРМ 1994            |
| 1994—95 | Игорь Минин          | Юрий Шулико          | Денис Антоник     | Александр Колесников | Дмитрий Мельников    |                   | ЧЕ 1994 (19 место)  |
| 1994—95 | Александр Колесников | Алексей Целоусов     | Виктор Воробьёв   | Евгений Изотов       | Матвей Вакин         |                   | ЧРМ 1995            |
| 1995—96 | Александр Колесников | Виктор Воробьёв      | Евгений Изотов    | Матвей Вакин         |                      |                   | ЧРМ 1996            |
| 1996—97 | Александр Колесников | Евгений Изотов       | Матвей Вакин      | Виктор Воробьёв      | Юрий Шулико          |                   | ЧЕ 1996 (17 место)  |
| 1996—97 | Александр Колесников | Евгений Изотов       | Матвей Вакин      | Сергей Эверт         |                      |                   | ЧРМ 1997            |
| 1997—98 | Александр Колесников | Матвей Вакин         | Евгений Изотов    | Сергей Эверт         |                      |                   | ЧРМ 1998            |
| 1998—99 | Александр Колесников | Валерий Печерский    | Матвей Вакин      | Евгений Изотов       | Сергей Эверт         |                   | ЧРМ 1999            |
| 2001—02 | Алексей Целоусов     | Дмитрий Рыжов        | Виктор Воробьёв   | Александр Колесников |                      |                   | ЧРМ 2002            |
| 2007—08 | Александр Колесников | Сергей Мельников     | Владимир Шевченко | Сергей Короленко     | Константин Задворнов |                   | ЧМВ 2008 (13 место) |
| 2009—10 | Александр Колесников | Сергей Мельников     | Сергей Короленко  | Сергей Нарудинов     | Владимир Шевченко    | Ирина Колесникова | ЧМВ 2010 (9 место)  |
| 2012—13 | Сергей Короленко     | Сергей Нарудинов     | Михаил Ривкинд    | Олег Бадилин         | Александр Колесников |                   | ЧМВ 2013 (17 место) |
| 2013—14 | Сергей Короленко     | Александр Колесников | Михаил Ривкинд    | Олег Бадилин         | Сергей Беланов       | Сергей Беланов    | ЧМВ 2014 (19 место) |
| 2014—15 | Сергей Нарудинов     | Олег Бадилин         | Михаил Ривкинд    | Юрий Ердюков         | Александр Колесников | Надежда Зяблова   | ЧМВ 2015 (19 место) |

(скипы выделены полужирным шрифтом)

## Результаты как тренера национальных сборных
| Год  | Турнир                            | Сборная          | Место |
| ---- | --------------------------------- | ---------------- | ----- |
| 2002 | Чемпионат Европы по кёрлингу 2002 | Россия (мужчины) | 13    |
| 2003 | Чемпионат Европы по кёрлингу 2003 | Россия (мужчины) | 11    |
| 2004 | Чемпионат Европы по кёрлингу 2004 | Россия (мужчины) | 8     |